# Staurodiscus
Staurodiscus är ett släkte av saltvattenlevande nässeldjur som ingår i familjen Hebellidae. Släktet beskrev 1879 av Ernst Haeckel och förekommer cirkumpolärt i världens stora hav.
Arter enligt Catalogue of Life:
- Staurodiscus arcuatus
- Staurodiscus brooksi
- Staurodiscus gotoi
- Staurodiscus heterosceles
- Staurodiscus kellneri
- Staurodiscus milleri
- Staurodiscus nigricans
- Staurodiscus polynema
- Staurodiscus quadristoma
- Staurodiscus tetrastaurus
- Staurodiscus thalassinus
- Staurodiscus vietnamensis